# 업샘플링
업샘플링(Upsampling)은 이미 있는 신호 데이터에 보간법 등의 기법을 이용하여 샘플링 속도를 올리는 기법이다.

## 같이 보기
- 샘플링
  - 오버샘플링
  - 언더샘플링
  - 다운샘플링